# The Mighty B!
The Mighty B! (Mighty B!, la súper abeja en Hispanoamérica y Bessie, la súper abeja en España) es una serie creada por Erik Wiese para la cadena Nickelodeon, que fue estrenada el 26 de abril de 2008 en Estados Unidos. La serie fue cocreada por la actriz, comediante Amy Poehler, quien también le da voz al personaje principal de la serie, Bessie Higgenbottom.

## Sinopsis
La serie cuenta la historia de Bessie, una abeja exploradora que vive en la ciudad de San Francisco, en California, y que siempre se mete en problemas con sus locos amigos: Ben, Penny, y su perro Feliz. También están Portia y Gwen, que siempre están tratando de perturbar la vida de la Bessie, pero al final, siempre les sale mal.
Bessie Higgenbottom es un abeja exploradora, que está decidida a reunir todas las insignias de las abejas en la historia. Cuando obtiene una insignia, se convertirá en una superheroína llamada "la súper abeja". Bessie alista a menudo la ayuda de su perro Feliz, su hermano Ben, su mejor amiga Penny y su amigo dedo.

## Personajes
- Bessie Higgenbottom: es una girl scout, geek y con gafas, caracterizada por su extrema hiperactividad y su inquebrantable ética de trabajo dedicada. Ella tiene un amigo imaginario llamado "Dedo".
- Feliz Higgenbottom: es el perro mascota de Bessie.
- Benjamin Higgenbottom: es el hermano menor de Bessie, de 6 años. Tiene un osito de peluche llamado Mr. Pants.
- Hilary Higgenbottom: es la madre soltera hippie de Bessie, Happy y Ben, propietaria y operadora de una cafetería llamada Hilary's Café.
- Penny Lefkowitz: es la mejor amiga de Bessie.
- Portia Gibbons: es la hija de Mary Frances, quien hace todo lo posible para estar bajo el mando de Bessie.
- Gwen Wu: es una de las mejores amigas de Portia, amante del hip hop.
- Mary Frances Gibbons: es la líder de la tropa Honeybee y la madre de Portia.
- Millie Millerson: es una exploradora de abejas que habla lentamente y le encantan los objetos brillantes o reflectantes.
- Rocky Rhodes: es un hippie sin nombre que deambula por la ciudad sin ninguna preocupación en el mundo.
- Sr. Wu: es el dueño de un restaurante chino y el padre de Gwen.

## Episodios
| Temporada | Temporada | EpisodiosSegmentos | Comienzo de la temporada | Final de la temporada |
| --------- | --------- | ------------------ | ------------------------ | --------------------- |
|           | 1         | 2039               | 26 de abril de 2008      | 12 de junio de 2009   |
|           | 2         | 2036               | 21 de septiembre de 2009 | 18 de junio de 2011   |

## Reparto
| Personaje                   | Actor de voz     |
| --------------------------- | ---------------- |
| Bessie Higgenbottom         | Amy Poehler      |
| Benjamín "Ben" Higgenbottom | Andy Richter     |
| Penny Lefcowitz             | Dannah Feinglass |
| Portia Gibbons              | Grey DeLisle     |
| Gwen Wu                     | Jessica DiCicco  |
| Mary Frances Gibbons        | Sarah Thyre      |
| Millie Millerson            | Grey DeLisle     |
| Hilary Higgenbottom         | Megan Cavanagh   |
| Rocky Rhodes                | Kenan Thompson   |
| Anton St. Germain           | Matt Besser      |
| Cherry                      | Maya Rudolph     |
| Chelsea Gibbons             | Jessica Chaffin  |